# ATP Finals 2021 - Singolare
Daniil Medvedev era il detentore del titolo, ma è stato battuto in finale da Alexander Zverev con il punteggio di 6-4, 6-4.

## Teste di serie
1. Novak Đoković (semifinale)
2. Daniil Medvedev (finale)
3. Alexander Zverev (campione)
4. Stefanos Tsitsipas (round robin, ritirato)

1. Andrej Rublëv (round robin)
2. Matteo Berrettini (round robin, ritirato)
3. Hubert Hurkacz (round robin)
4. Casper Ruud  (semifinale)

### Riserve
1. Jannik Sinner (round robin)

1. Cameron Norrie (round robin)

## Tabellone

### Legenda
| - Q = Qualificato - WC = Wild card - LL = Lucky loser | - ALT = Alternate - SE = Special Exempt - PR = Protected Ranking | - w/o = Walkover - r = Ritirato - d = Squalificato |

### Parte finale
|  | Semifinali | Semifinali       | Semifinali      | Semifinali | Semifinali |  |  | Finale | Finale           | Finale           | Finale | Finale |  |
|  |            |                  |                 |            |            |  |  |        |                  |                  |        |        |  |
|  | 1          | Novak Đoković    | 64              | 6          | 3          |  |  |        |                  |                  |        |        |  |
|  | 3          | Alexander Zverev | 7               | 4          | 6          |  |  | 3      | Alexander Zverev | Alexander Zverev | 6      | 6      |  |
|  | 2          | Daniil Medvedev  | Daniil Medvedev | 6          | 6          |  |  | 2      | Daniil Medvedev  | Daniil Medvedev  | 4      | 4      |  |
|  | 8          | Casper Ruud      | Casper Ruud     | 4          | 2          |  |  |        |                  |                  |        |        |  |

### Gruppo Verde
|      |                                   | Đoković              | Tsitsipas Norrie          | Rublëv                  | Ruud                      | RR V-P  | Set V-P            | Game V-P               | Classifica |
| 1    | Novak Đoković                     |                      | 6-2, 6-1 (w/ Norrie)      | 6-3, 6-2                | 7-6(4), 6-2               | 3-0     | 6-0 (100%)         | 37-15 (71%)            | 1          |
| 4 10 | Stefanos Tsitsipas Cameron Norrie | 2-6, 1-6 (w/ Norrie) |                           | 4-6, 4-6 (w/ Tsitsipas) | 6-1, 3-6, 4-6 (w/ Norrie) | 0-1 0-2 | 0-2 (0%) 1-4 (20%) | 8-12 (40%) 16-25 (39%) | X 4        |
| 5    | Andrej Rublëv                     | 3-6, 2-6             | 6-4, 6-4 (w/ Tsitsipas)   |                         | 6-2, 5-7, 6(5)-7          | 1-2     | 3-4 (43%)          | 34-36 (49%)            | 3          |
| 8    | Casper Ruud                       | 6(4)-7, 2-6          | 1-6, 6-3, 6-4 (w/ Norrie) | 2-6, 7-5, 7-6(5)        |                           | 2-1     | 4-4 (50%)          | 37-42 (47%)            | 2          |

La classifica viene stilata in base ai seguenti criteri: 1) Numero di vittorie; 2) Numero di partite giocate; 3) Scontri diretti (in caso di due giocatori pari merito); 4) Percentuale di set vinti o di game vinti (in caso di tre giocatori pari merito); 5) Decisione della commissione

### Gruppo Rosso
|     |                                 | Medvedev                         | Zverev                            | Berrettini Sinner                  | Hurkacz               | RR V-P  | Set V-P            | Game V-P              | Classifica |
| 2   | Daniil Medvedev                 |                                  | 6-3, 6(3)-7, 7-6(6)               | 6-0, 6(5)-7, 7-6(8) (w / Sinner)   | 6(5)–7, 6–3, 6–4      | 3-0     | 6-3 (67%)          | 56-43 (57%)           | 1          |
| 3   | Alexander Zverev                | 3-6, 7-6(3), 6(6)-7              |                                   | 7-6(7), 1-0, rit. (w / Berrettini) | 6-2, 6-4              | 2-1     | 5-2 (71%)          | 36-31 (54%)           | 2          |
| 6 9 | Matteo Berrettini Jannik Sinner | 0-6, 7-6(5), 6(8)-7 (w / Sinner) | 6(7)-7, 0-1, rit. (w/ Berrettini) |                                    | 6-2, 6-2 (w / Sinner) | 0–1 1–1 | 0–2 (0%)† 0-0 (0%) | 6–8 (75%) 25-23 (52%) | X 3        |
| 7   | Hubert Hurkacz                  | 7-6(5), 3-6, 4-6                 | 2-6, 4-6                          | 2-6, 2-6 (w / Sinner)              |                       | 0-3     | 1-6 (14%)          | 24-42 (36%)           | 4          |

† Secondo il regolamento ufficiale il ritiro di Berrettini contro Zverev viene contato solo in termini di set nella classifica.
La classifica viene stilata in base ai seguenti criteri: 1) Numero di vittorie; 2) Numero di partite giocate; 3) Scontri diretti (in caso di due giocatori pari merito); 4) Percentuale di set vinti o di game vinti (in caso di tre giocatori pari merito); 5) Decisione della commissione